# Thunbergia angolensis
Thunbergia angolensis är en akantusväxtart som beskrevs av Spencer Le Marchant Moore. Thunbergia angolensis ingår i släktet thunbergior, och familjen akantusväxter. Inga underarter finns listade i Catalogue of Life.